# Melochia compacta
Melochia compacta är en malvaväxtart som beskrevs av Bénédict Pierre Georges Hochreutiner. Melochia compacta ingår i släktet Melochia och familjen malvaväxter. Utöver nominatformen finns också underarten M. c. villosissima.